# Союз плавання Республіки Сербської
Союз плавання Республіки Сербської (серб. Пливачки савез Републике Српске) — спортивна організація Республіки Сербської, яка відповідає за розвиток водних видів спорту в країні й плавання зокрема. Об'єднує клуби з плавання Республіки Сербської, є частиною Союзу плавання Боснії і Герцеговини. Знаходиться в Баня-Луці.

## Органи союзу
- Скупщина — вищий орган управління [1]
- Комітет управління — виконавчий орган [1]
- Комітет нагляду — вищий орган управління матеріальними засобами [1]
- Президент Союзу — глава Союзу, представник [1]
- Генеральний секретар — виконує обов'язки, надані Комітетом управління [1]
- Спортивний арбітраж — суд, що дозволяє конфлікти між членами Союзу і за участю Союзу [1]

## Клуби плавання
До складу Союзу плавання Республіки Сербської входять такі команди:
- 22 квітня (Баня-Лука)[2]
- Аква Стар (Баня-Лука)[2]
- Врбас (Баня-Лука)[2]
- Дельфін (Лакташі)[2]
- Леотар (Требинє)[2]
- Младост (Баня-Лука)[2]
- Фортуна (Баня-Лука)[2]
- Олімп (Баня-Лука)[2]

Деякі клуби також мають секції з водного поло та синхронного плавання.

## Розвиток виду спорту
Одним зі стимуляторів розвитку плавання в Республіці Сербській стало відкриття в 2009 році в Баня-Луці олімпійського басейну, який відповідає сучасним стандартам навчання плавання й підготовки професіональних спортсменів. Басейн є одним з найбільших в Європі, спроектований за стандартами Всесвітньої федерації водних видів спорту та Всесвітньої федерації водного поло. Місткість — 532 місця. Також у будівлі знаходяться сауна, фітнес-центр, зона відпочинку й кабінет масажу; поруч з басейном також є зони для журналістів й коментаторів.
На урядовому рівні йде пропаганда розвитку плавання як оздоровчої діяльності, яка не тільки покращує загальний стан людини, а й допомагає йому реабілітуватися після травм і хвороб, а також корисне для всіх людей незалежно від віку й статі.